# Big Hole River
Der Big Hole River ist der linke Quellfluss des Jeffersons, einem Quellfluss des Missouris, im Bundesstaat Montana der Vereinigten Staaten.
Er entspringt im Skinner Lake östlich der Grenze zu Idaho auf 2.245 m. Der Big Hole River fließt in nordöstliche Richtung und knickt am Laphan Mountain (2386 m) nach Norden ab. Vorbei an Jackson und Wisdom durchfließt er das Big Hole Valley. Ab Melrose verläuft der Big Hole River teilweise parallel zur Interstate 15. Etwas nördlich von Twin Bridges vereinigt er sich mit dem Beaverhead River zum Jefferson.

## Einzelnachweise

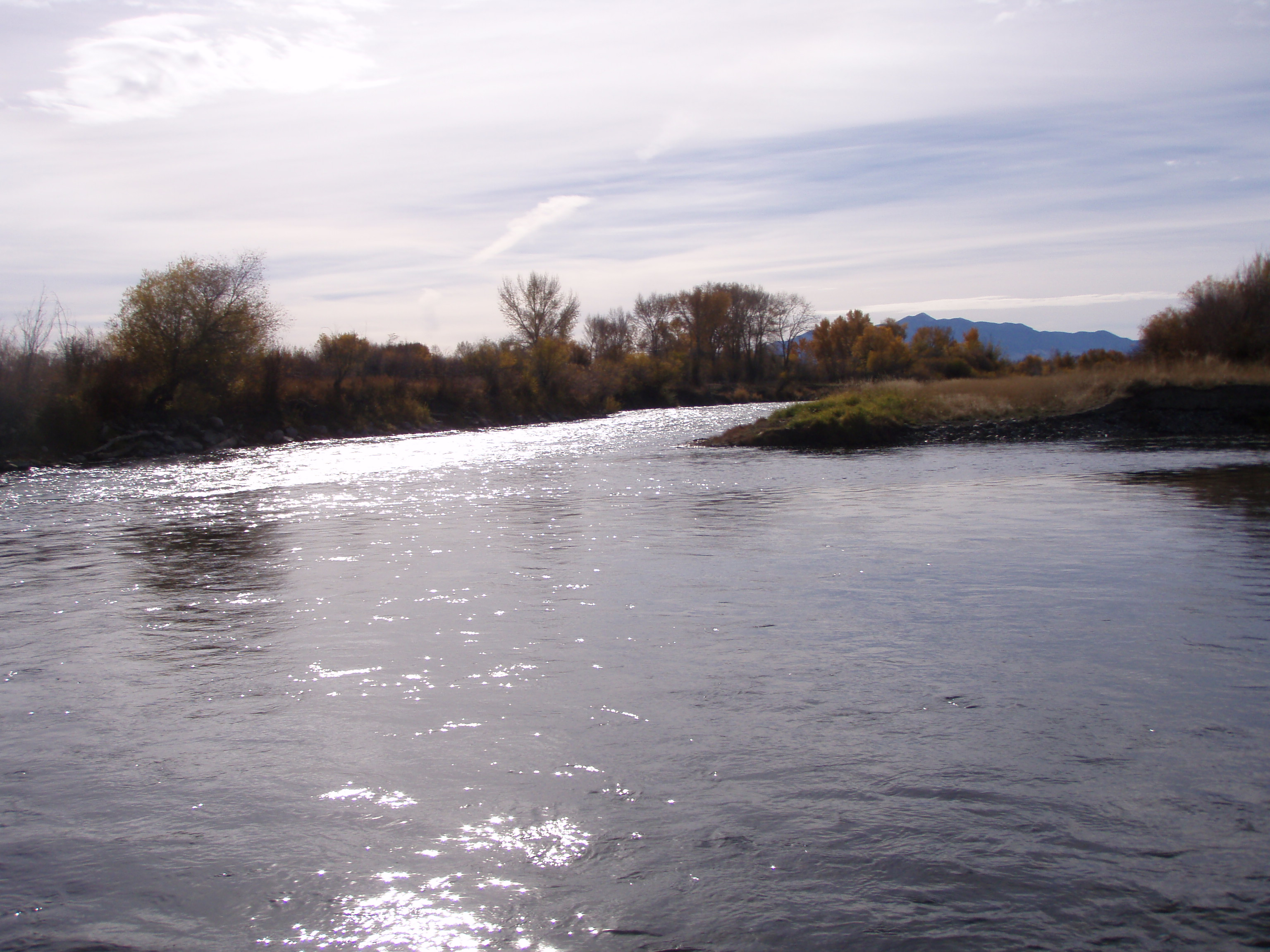
Zusammenfluss von Beaverhead River (hinten) und Big Hole River (rechts)